# Rut (nombre)
Rut o Ruth (en hebreo: רות‎) es un nombre propio femenino en su variante en español. Su significado puede ser «belleza» o «visión de belleza», o bien, partiendo de la versión siríaca del Libro de Rut, sería contracción de reut, es decir, «amiga», «compañera».

## Origen

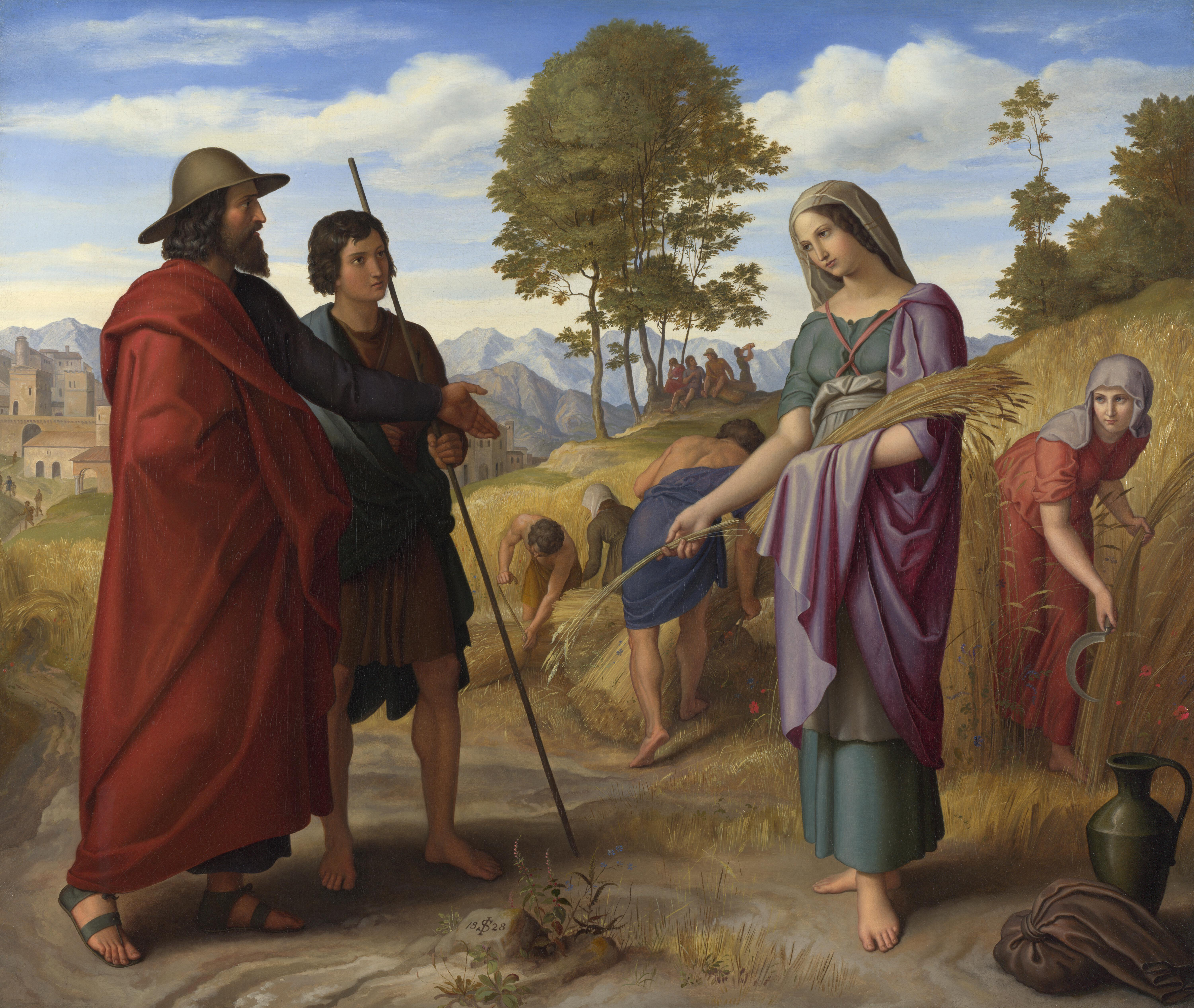
Rut en el campo de Boaz

Rut es el nombre de un personaje bíblico del Antiguo Testamento.
El libro de Rut comienza cuando el matrimonio formado por Elimelec y Noemí y los dos hijos de ambos, Mahlón y Quelión, abandonan su ciudad natal, Belén de Judá. La familia se instala en Moab, donde fallece Elimelec. A la muerte de su padre, Mahlón y Quelión toman por esposas, respectivamente, a Rut y a Orfa, dos muchachas moabitas. Sin embargo, también los dos jóvenes mueren poco tiempo después, y dejan a Rut y Orfa viudas y sin hijos. Al enterarse de que Yahveh ha vuelto a manifestar su favor a Israel y específicamente a Belen, Noemí decide volver a su tierra. Orfa vuelve a casa con su familia, pero Rut decide acompañar a su suegra, manifestando lo que se ha considerado como una muestra de lo que en hebreo se conoce como KHESED.
Las dos viudas, sumidas en la miseria, regresan juntas a Belen, Para alimentarse, Rut sale al campo a rebuscar en lo que deshechan los segadores, ya que la Torá judía permitía que las viudas recogieran lo que se hacía en el campo, como consecuencia va a parar al campo de Booz, un pariente muy rico de Noemí. Este se compadece de Rut y ordena a sus segadores que le dejen espigas suficientes para que pueda alimentarse. Más tarde, Noemí, le relata a Rut que Booz es un "Pariente redentor"  que puede redimirlas y es por esto que Rut se acuesta a  "a los pies de Booz", para ganarse su favor; Booz, movido a misericordia y en un acto de amor redentor, decide tomarla por esposa, pero antes deben resolver un asunto con quien es realmente el "pariente más cercano". Así después de un juicio ante los ancianos de Belen, Booz muestra su buena voluntad y su amor por Rut y finalmente el pariente más cercano decide ceder sus derechos y así Booz puede tomar como esposa a Rut y le restituye todas las propiedades de Elimelec a Noemí.
La pareja acaba teniendo un hijo, Obed, que será padre de Jesé (Isaí), padre del rey David. El libro termina precisamente con una genealogía que va desde Fares, hijo de Judá y nieto de Jacob, hasta Jesé (Isaí), padre del rey David.
En la Edad Media se vio a Rut como prefiguración de la Iglesia, y a Booz como prefiguración de Cristo, y la unión de ambos como prefiguración de la unión entre Cristo y la Iglesia.

## Variaciones
| Variaciones en otros idiomas | Variaciones en otros idiomas |
| ---------------------------- | ---------------------------- |
| Español                      | Rut, Ruth                    |
| Alemán                       | Ruth                         |
| Catalán                      | Rut                          |
| Checo                        | Ruth                         |
| Francés                      | Ruth                         |
| Gallego                      | Rut                          |
| Hebreo                       | רות                          |
| Inglés                       | Ruth                         |
| Italiano                     | Rut                          |
| Lituano                      | Rūta                         |
| Neerlandés                   | Ruth                         |
| Polaco                       | Rutka                        |
| Portugués                    | Rute                         |
| Ruso                         | Ruf (Руфь)                   |
| Esperanto                    | Ruto                         |

## Santoral
La celebración de las santas Ruth y Noemí se corresponde con el día 4 de junio.